# 丸山台 (横浜市)
丸山台（まるやまだい）は、神奈川県横浜市港南区の町名。現行行政地名は丸山台一丁目から丸山台四丁目。住居表示実施済み区域。

## 地理
北に上永谷、東に野庭町、南に上永谷町、西に日限山と接する。
町の北部が一丁目、中東部が二丁目、中西部が三丁目、南部が四丁目となっている。一丁目には地下鉄上永谷駅があり、イトーヨーカドーやベルセブンなどの商業施設が集まっている。二・三丁目と四丁目の境には都市計画道路舞岡上郷線が通る。

### 面積
面積は以下の通りである。
| 丁目         | 面積（km²） |
| ------------ | ----------- |
| 丸山台一丁目 | 0.137       |
| 丸山台二丁目 | 0.229       |
| 丸山台三丁目 | 0.195       |
| 丸山台四丁目 | 0.134       |
| 計           | 0.695       |

### 地価
住宅地の地価は、2025年（令和7年）1月1日の公示地価によれば、丸山台2-16-18の地点で30万6000円/m²となっている。

## 歴史

### 沿革
古くは相模国鎌倉郡永谷村の一部で、1889年（明治22年）4月1日に上野庭村、下野庭村および平戸村飛地と合併、永野村の一部となる。1936年（昭和11年）10月1日に横浜市に編入、中区の一部となる。1943年（昭和18年）12月1日に分区により南区に編入、1969年（昭和44年）10月1日に港南区に編入された。
1976年（昭和51年）の市営地下鉄開業に合わせた大規模な土地区画整理事業（港南丸山土地区画整理事業）が行われ、1979年（昭和54年）7月23日には上永谷町・野庭町の各一部から丸山台一-四丁目が新設、住居表示が行われた。町名は古い小字から採られている。

## 世帯数と人口
2025年（令和7年）6月30日現在（横浜市発表）の世帯数と人口は以下の通りである。
| 丁目         | 世帯数    | 人口    |
| ------------ | --------- | ------- |
| 丸山台一丁目 | 864世帯   | 1,876人 |
| 丸山台二丁目 | 1,211世帯 | 2,504人 |
| 丸山台三丁目 | 674世帯   | 1,385人 |
| 丸山台四丁目 | 548世帯   | 1,054人 |
| 計           | 3,297世帯 | 6,819人 |

### 人口の変遷
国勢調査による人口の推移。
| 年                 | 人口  |
| ------------------ | ----- |
| 1995年（平成7年）  | 6,295 |
| 2000年（平成12年） | 6,579 |
| 2005年（平成17年） | 6,502 |
| 2010年（平成22年） | 7,264 |
| 2015年（平成27年） | 7,056 |
| 2020年（令和2年）  | 6,917 |

### 世帯数の変遷
国勢調査による世帯数の推移。
| 年                 | 世帯数 |
| ------------------ | ------ |
| 1995年（平成7年）  | 2,235  |
| 2000年（平成12年） | 2,442  |
| 2005年（平成17年） | 2,443  |
| 2010年（平成22年） | 2,933  |
| 2015年（平成27年） | 2,980  |
| 2020年（令和2年）  | 3,120  |

## 学区
市立小・中学校に通う場合、学区は以下の通りとなる（2024年11月時点）。
| 丁目         | 番地 | 小学校               | 中学校               |
| ------------ | ---- | -------------------- | -------------------- |
| 丸山台一丁目 | 全域 | 横浜市立丸山台小学校 | 横浜市立丸山台中学校 |
| 丸山台二丁目 | 全域 | 横浜市立丸山台小学校 | 横浜市立丸山台中学校 |
| 丸山台三丁目 | 全域 | 横浜市立丸山台小学校 | 横浜市立丸山台中学校 |
| 丸山台四丁目 | 全域 | 横浜市立丸山台小学校 | 横浜市立丸山台中学校 |

## 事業所
2021年（令和3年）現在の経済センサス調査による事業所数と従業員数は以下の通りである。
| 丁目         | 事業所数  | 従業員数 |
| ------------ | --------- | -------- |
| 丸山台一丁目 | 128事業所 | 1,953人  |
| 丸山台二丁目 | 103事業所 | 1,101人  |
| 丸山台三丁目 | 99事業所  | 801人    |
| 丸山台四丁目 | 19事業所  | 225人    |
| 計           | 349事業所 | 4,080人  |

### 事業者数の変遷
経済センサスによる事業所数の推移。
| 年                 | 事業者数 |
| ------------------ | -------- |
| 2016年（平成28年） | 355      |
| 2021年（令和3年）  | 349      |

### 従業員数の変遷
経済センサスによる従業員数の推移。
| 年                 | 従業員数 |
| ------------------ | -------- |
| 2016年（平成28年） | 4,123    |
| 2021年（令和3年）  | 4,080    |

## 交通

### 鉄道
横浜市営地下鉄
 ブルーライン
- - 上永谷駅 -

## 施設
- イトーヨーカドー 上永谷店
- ビッグ・エー 横浜丸山台店
- 横浜銀行 上永谷支店
- 横浜信用金庫 上永谷支店
- 港南警察署 上永谷駅前交番

## その他

### 日本郵便
- 郵便番号 : 233-0013[3]（集配局：港南郵便局[20]）

### 警察
町内の警察の管轄区域は以下の通りである。
| 丁目         | 番・番地等 | 警察署     | 交番・駐在所   |
| ------------ | ---------- | ---------- | -------------- |
| 丸山台一丁目 | 全域       | 港南警察署 | 上永谷駅前交番 |
| 丸山台二丁目 | 全域       | 港南警察署 | 上永谷駅前交番 |
| 丸山台三丁目 | 全域       | 港南警察署 | 上永谷駅前交番 |
| 丸山台四丁目 | 全域       | 港南警察署 | 上永谷駅前交番 |

## 参考資料
- 『県別マップル 神奈川県広域・詳細道路地図』2006年4刷 昭文社 ISBN 9784398626998
- “横浜市町区域要覧” (PDF).   横浜市市民局 (2016年6月). 2023年6月6日閲覧。 “横浜市町区域要覧”
- 丸山台自治会ホームページ - ウェイバックマシン（2006年7月17日アーカイブ分）
- 丸山台長寿会ホームページ